# رانوجيرفي
66°41′N 24°42′E / 66.683°N 24.700°E
رانوجيرفي هي بحيرة متوسطة الحجم تقع في منطقة مستجمعات المياه الرئيسي تورنيون جوك. وهي موجود في منطقة إقليم لابي (فنلندا).